# عمر الغامدی
عمر القمدی (عربی: عُمر الغامدي)؛ زادهٔ ۱۱ آوریل ۱۹۷۹ یک بازیکن فوتبال اهل عربستان سعودی است.
وی همچنین در تیم ملی فوتبال عربستان سعودی بازی کرده‌است.